# 格里門維森巴赫河

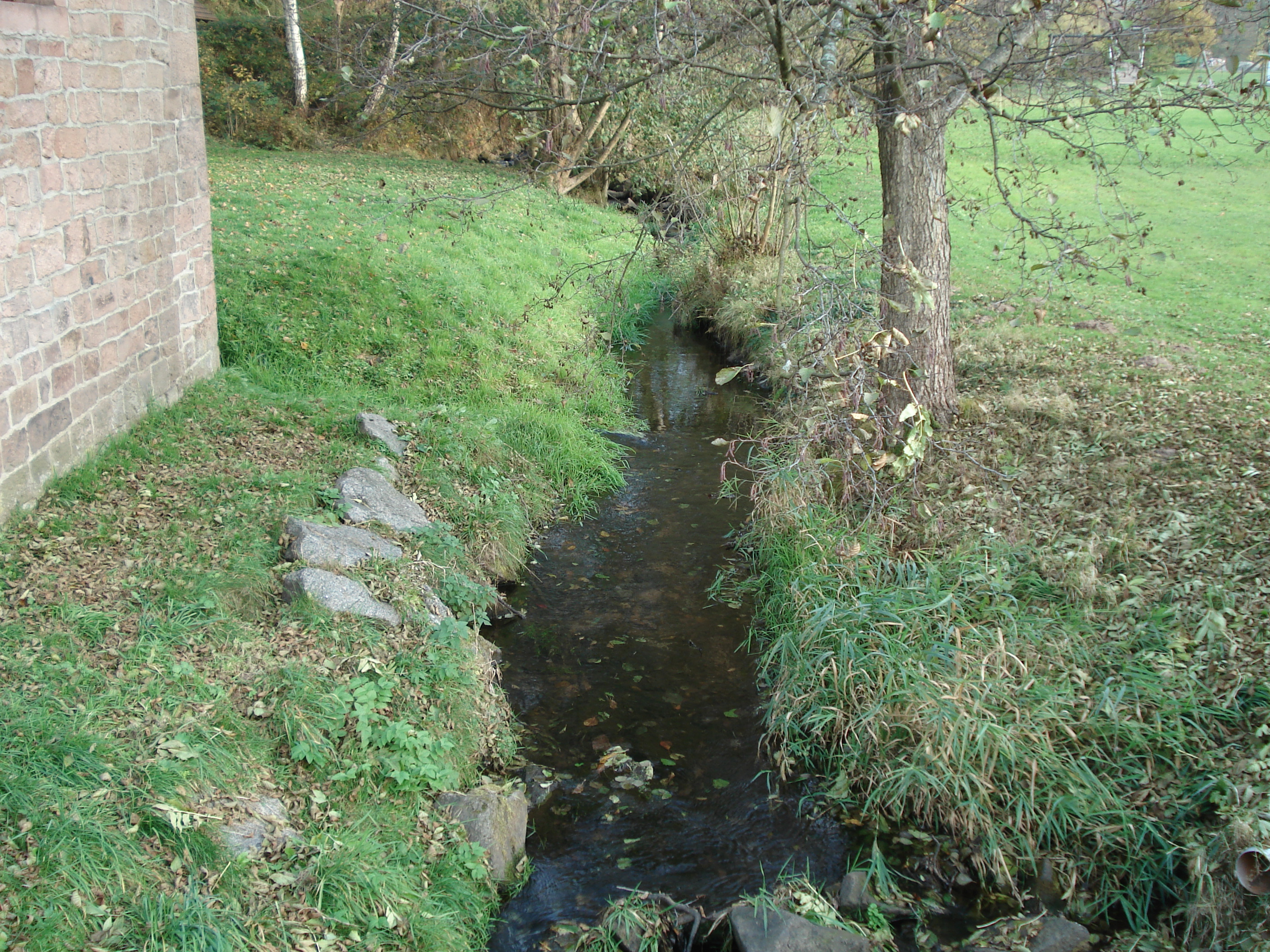

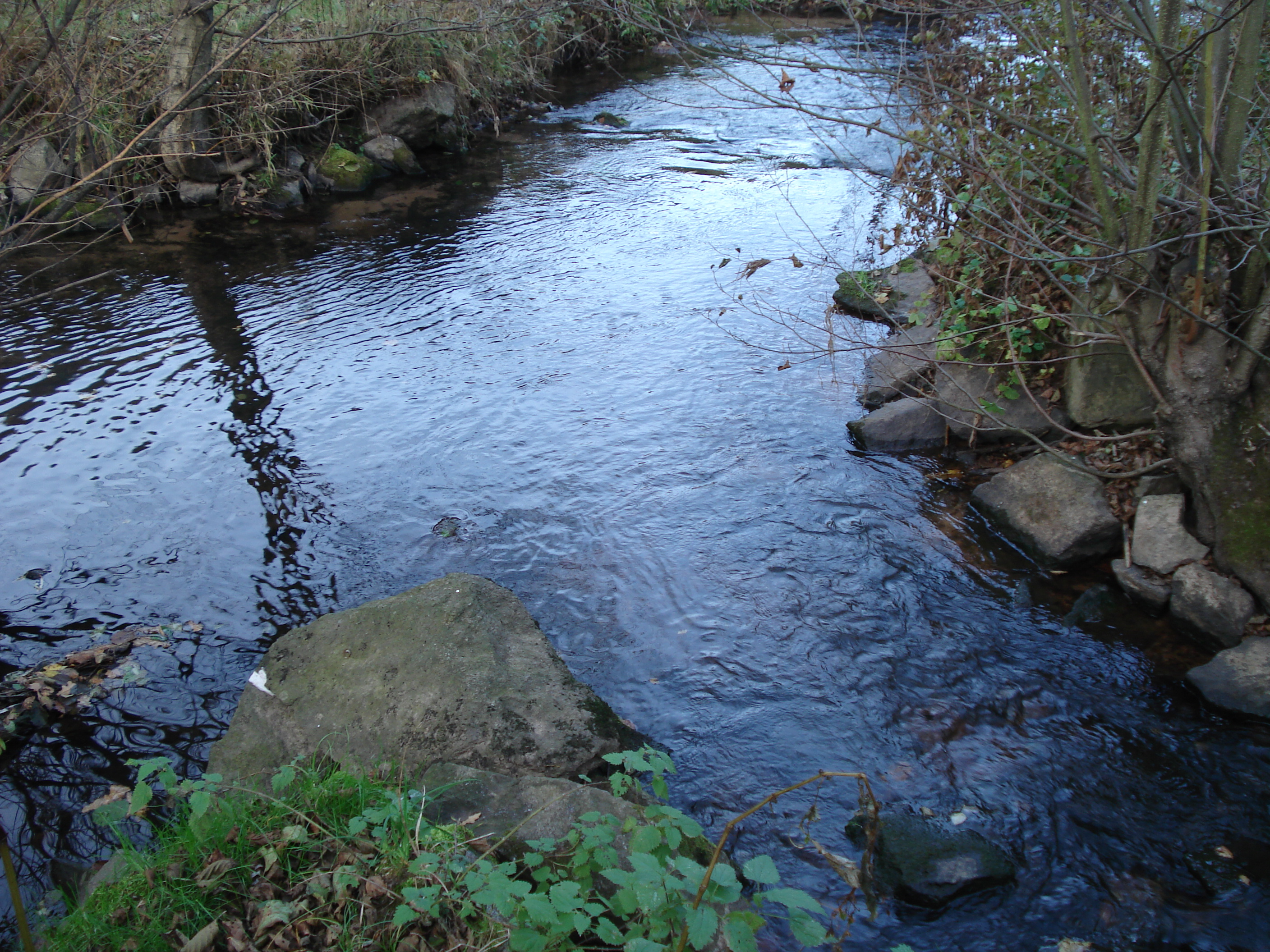

50°0′41.29″N 9°24′58.11″E / 50.0114694°N 9.4161417°E
格里門維森巴赫河（德語：Grimmenwiesenbach），是德國的河流，位於該國東南部，由巴伐利亞負責管轄，屬於洛爾巴赫河的右支流，河道全長1.1公里，流域面積11.8平方公里。